# NGC 4187C
NGC 4187C (другие обозначения — MCG 9-20-118, PGC 39006) — эллиптическая галактика (E) в созвездии Гончие Псы.
Этот объект не входит в число перечисленных в оригинальной редакции «Нового общего каталога» и был добавлен позднее.